# Arrival (Journey)
Arrival is een studioalbum van Journey. Er heeft zich een grote personeelswisseling voortgedaan in de periode tussen Trial by fire en dit album. Steve Perry en Steve Smith vertrokken en vooral dat eerste werd gezien als een grote aderlating. Perry zorgde met zijn hezige stem voor een herkenbare klank in de grote vijver van de rock. De heren werden vervangen door Steve Augeri en Deen Castronovo. Schon en Cain kenden Castronovo uit Bad English.
Arrival werd al eind 2000 uitgegeven in Japan en werd al snel de wereld rondgezonden via het internet. Dat leverde het commentaar op dat het album wel erg zoetsappig was geworden. Er werden nog snel twee wat steviger tracks opgenomen. Het zorgde ervoor dat er twee versies van dit album zijn. Het mocht allemaal niet baten. Voor het eerst sinds Next haalde een album van Journey de hoogste regionen van de Billboard 200. Het haalde “slechts” de 56e plaats. Ook de singles verkochten niet zo goed meer. Het Verenigd Koninkrijk, Nederland en België lieten het album links liggen.

## Musici
- Neal Schon – gitaar, zang
- Jonathan Cain – toetsinstrumenten, zang
- Ross Valory – basgitaar, zang
- Steve Augeri – zang
- Deen Castronovo – slagwerk

## Muziek
| Nr. | Titel                                                    | Duur |
| --- | -------------------------------------------------------- | ---- |
| 1.  | Higher place (Jack Blades, Schon)                        | 5:10 |
| 2.  | All the way (Schon, Cain, Michael Rhodes, Augeri)        | 3:35 |
| 3.  | Signs of life (Schon, J. Cain, Elizabeth Cain)           | 4:54 |
| 4.  | All the things (Schon, Cain, Andre Pessis)               | 4:24 |
| 5.  | Loved by you (Cain, Tammy Hyler, Kim Tribble)            | 4:03 |
| 6.  | Livin' to do (Schon, Matt Schon, Cain, Tribble)          | 6:25 |
| 7.  | World gone wild (Blades, Schon, Cain)                    | 6:00 |
| 8.  | I got a reason (Blades, Schon, Cain)                     | 4:20 |
| 9.  | With your love (Schon, J. Cain, E. Cain)                 | 4:25 |
| 10. | Lifetime of dreams (Schon, Cain, Tribble)                | 5:29 |
| 11. | Live and breathe (Schon, Cain, Augeri)                   | 5:15 |
| 12. | Nothin' comes close (Schon, Cain, Augeri)                | 5:41 |
| 13. | To be alive again (Cain, Augeri, Tribble, Eric Bazilian) | 4:22 |
| 14. | Kiss me softly (Blades, Schon, Augeri)                   | 4:48 |
| 15. | We will meet again (Schon, Augeri, Tribble)              | 5:06 |

| Nr. | Titel                                                            | Duur |
| --- | ---------------------------------------------------------------- | ---- |
| 1.  | Higher place (Jack Blades, Neal Schon)                           | 5:10 |
| 2.  | All the way (Schon, Jonathan Cain, Michael Rhodes, Steve Augeri) | 3:35 |
| 3.  | Signs of life (Schon, J. Cain, Elizabeth Cain)                   | 4:54 |
| 4.  | All the things (Schon, Cain, Andre Pessis)                       | 4:24 |
| 5.  | Loved by you (Cain, Tammy Hyler, Tribble)                        | 4:03 |
| 6.  | Livin' to do (Schon, Matt Schon, Cain, Tribble)                  | 6:25 |
| 7.  | I got a reason (Blades, Schon, Cain)                             | 4:20 |
| 8.  | With your love (Schon, J. Cain, E. Cain)                         | 4:25 |
| 9.  | Lifetime of dreams (Schon, Cain, Tribble)                        | 5:29 |
| 10. | Live and breathe (Schon, Cain, Augeri)                           | 5:15 |
| 11. | Kiss me softly (Blades, Schon, Augeri)                           | 4:48 |
| 12. | I'm not that way (Schon, Cain, Augeri, Tribble)                  | 4:23 |
| 13. | We will meet egain (Schon, Augeri, Tribble)                      | 5:06 |
| 14. | To be alive again (Cain, Augeri, Tribble, Eric Bazilian)         | 4:22 |